# 福建省生态环境厅
福建省生态环境厅，是福建省人民政府组成部门，主管环境保护工作。

## 沿革
- 1975年6月，福建省革命委员会成立福建省环境保护领导小组（办事机构为福建省环境保护领导小组办公室），挂靠福建省建设委员会；
- 1979年8月，福建省环境保护领导小组办公室升为省一级机构；
- 1980年4月，福建省环境保护领导小组办公室改称福建省环境保护局；
- 1983年6月，福建省环境保护局并入福建省城乡建设环境保护厅，内设环保处；
- 1984年7月，恢复设立福建省环境保护局，归口福建省建设委员会管理；
- 1991年2月，改由福建省人民政府办公厅管理；
- 1994年11月，福建省环境保护局升格为正厅级机构；[2]
- 2009年8月，福建省环境保护局升格为福建省环境保护厅[3]。
- 2018年10月10日，福建省委办公厅、省政府办公厅印发《福建省省级机构改革实施方案》，决定组建福建省生态环境厅，不再保留福建省环境保护厅。

## 组织机构

### 内设机构
1. 办公室（对外合作处）
2. 政策法规处
3. 规划财务处
4. 科技监测处
5. 污染物排放总量控制处
6. 环境影响评价处
7. 污染防治处
8. 自然生态保护处
9. 水环境监督管理处
10. 核与辐射监管处
11. 人事处[1]

## 历任厅长
- 组长
  - 贺敏学（1975年9月-）
- 办公室主任
  - 邱建平（1975年9月-）
- 局长
  - 黄超英（1984年6月-1992年5月）
  - 杨明奕（1992年5月-1998年9月）
  - 李在明（1998年9月-2006年8月）
  - 马承佳（2006年8月-2009年8月）
- 厅长
  - 马承佳（2009年8月-2013年4月）
  - 庄稼汉  (2013年4月-2015年5月)
  - 朱　华 (2015年5月至2018年9月)
  - 付朝阳  (2018年9月至2021年12月)
  - 许碧瑞 (2022年1月至今)